# Kim (film din 1950)
Kim este un film american în Tehnicolor din 1950 regizat de Victor Saville. Rolurile principale au fost interpretate de actorii Errol Flynn, Dean Stockwell și Paul Lukas. Este distribuit de MGM. Kim este o ecranizare a  romanului omonim din 1901 scris de Rudyard Kipling. Coloana sonoră este creată de André Previn. Filmările au avut loc în India (în Rajasthan și Uttar Pradesh) și în Statele Unite (lângă Lone Pine, California). 

## Prezentare
Kim (Dean Stockwell), un băiat care trăiește pe cont propriu pe străzile din India, este de fapt fiul unui ofițer britanic. El se întâlnește cu un lama (Paul Lukas), un om sfânt din Tibet care este în căutarea Râului Săgeții și se dedică misiunii acestuia. După ce administratorii britanici descoperă cine este Kim cu adevărat, acesta este plasat într-o școală britanică. Cu toate acestea, felul său de a fi nu se potrivește cu cerințele care se așteaptă din partea fiului unui soldat britanic și se revoltă. Familiaritatea sa cu viața indienilor și capacitatea sa de a trece drept un copil indian îl ajută să lucreze ca spion pentru britanici în încercarea acestora de a contracara revoluția și invazia Indiei. După ce se alătură omului sfânt, Kim (cu ajutorul îndrăznețului aventurier Mahbub Ali (Errol Flynn)) va avea parte de o misiune periculoasă.

## Distribuție
- Errol Flynn - Mahbub Ali, Barbă Roșie
- Dean Stockwell - Kim
- Paul Lukas - Lama
- Robert Douglas - Colonelul Creighton
- Thomas Gomez - Emisar
- Cecil Kellaway - Hurree Chunder
- Arnold Moss - Lurgan Sahib
- Reginald Owen - Părintele Victor
- Laurette Luez - Laluli
- Richard Hale - Hassan Bey
- Roman Toporow - un rus
- Ivan Triesault - un rus